# Grafschaft Battenberg
Die Grafschaft Battenberg war ein Territorium des Heiligen Römischen Reiches, das von dem gleichnamigen Adelsgeschlecht regiert wurde. Der historische Name lautet Grafschaft Stiffe, benannt nach der Malstätte, die sich laut Lotzenius auf dem Berg Hohenstift (609 m) östlich von Richstein, laut Lachmann und Lennarz auf dem Berg Stift (612 m) südwestlich von Hof Rhoda befand.

## Entwicklung
Erstmals erwähnt wird die Grafschaft in einer Urkunde aus dem Jahr 1238. Danach umfasste sie die Zenten Lixfeld, Dautphe, Wetter, Asphe, Laisa, Battenfeld, Bromskirchen, Röddenau, Bentreff und Geismar und somit den gesamten hessischen Teil des oberen Eder- und Lahntals sowie den größten Teil des Burgwaldes. Ursprünglich gehörte wohl auch die an die Zent Geismar grenzende Zent Ossenbühl dazu, welche die Grafen von Battenberg allerdings schon vor 1227 dauerhaft den Herren von Itter als Lehen überlassen hatten. 1220 waren die Grafen ferner im Besitz des an das Gericht Bromskirchen stoßenden Gerichts Medebach, welches später jedoch an die Vetternlinie Wittgenstein überging, und 1265 gemeinsam mit letzerer Lehnherren über die in der Grafschaft Ziegenhain  gelegenen Dörfer Lischeid und Winterscheid. 
Die im oberen Lahntal und südlichen Burgwald gelegenen Zenten Lixfeld, Dautphe, Wetter und Asphe hielten 1238 allerdings bereits die Landgrafen von Thüringen besetzt, was vermutlich als Vergeltung für das 1234 erfolgte Versprechen der Battenberger geschehen war, ihre Grafschaft zur Hälfte den mit den Landgrafen verfeindeten Erzbischöfen von Mainz zu überlassen. Denn 1227 hatten die Grafenbrüder Widukind I. und Hermann I. von Battenberg ihre Burg Kellerberg den Ludowingern zu Lehen aufgetragen und waren Burgmannen in Marburg geworden, womit sie sich eigentlich ihnen als Bündnispartner verpflichtet hatten. In den Zenten Bromskirchen und Geismar waren zudem die lokalen Adelsfamilien von Beltershausen und Vögte von Keseberg als Zentgrafen eingesetzt und schränkten die Macht der Grafen ebenfalls ein. Die durch die Landgrafen um 1240 erfolgte Gründung der Städte Frankenberg und Frankenau wird den Battenbergern die Zent Geismar dann endgültig entzogen haben. Wann die Zent Bentreff an die Mainzer Erzbischöfe verlorenging, die dort um 1340 die Stadt Rosenthal gründeten, ist hingegen nicht bekannt. 
Folglich reduzierte sich die Grafschaft Stiffe-Battenberg ab ca. 1250 auf das obere Edertal mit den Zenten Laisa, Battenfeld, Bromskirchen und Röddenau. Der Versuch, im Jahr 1282 im Bündnis mit den Landgrafen von Hessen und den verwandten Grafen von Wittgenstein das benachbarte Gericht Hatzfeld einzunehmen, scheiterte daran, dass die Landgrafen im selben Jahr Frieden mit den Erzbischöfen schlossen und die Battenberger das Gericht an die mit Mainz verbündeten Herren von Hatzfeld zurückgeben mussten. Überdies leitete der Bündniswechsel auf die hessische Seite eine weitere Verkleinerung des gräflichen Territoriums ein: 1291 musste der letzte Graf Hermann II. von Battenberg den Erzbischöfen die Zenten Laisa und Battenfeld übertragen, um einen offenen Konflikt mit ihnen zu vermeiden. Er selbst behielt damit nur noch Bromskirchen, Röddenau und die wahrscheinlich aus der Zent Battenfeld herausgelöste Kleinzent Allendorf. Fünf Jahre später trat er aber auch diese drei an Mainz ab. 
Damit hörte die Grafschaft Battenberg auf zu existieren. Die Mainzer Erzbischöfe bildeten aus ihrem Gebiet noch im Jahr 1296 das bis 1821 bestehende Amt Battenberg, welches 1464 an die hessischen Landgrafen überging. Bis im 16. Jahrhundert wurde das Amt teilweise noch immer als Grafschaft Battenberg bezeichnet.